# Zdzitów (sielsowiet Sporów)
Zdzitów (biał. Зьдзітава, Ździtawa, Зьдзітаў, Ździtau; ros. Здитово, Zditowo) – wieś na Białorusi położona w obwodzie brzeskim, w rejonie bereskim, w sielsowiecie Sporów.
Liczy około 1 000 mieszkańców. 

## Geografia
Miejscowość położona między Jeziorem Czarnym a Jeziorem Sporowskim. Wieś leży przy Rezerwacie Sporowskim. Znajduje się 35 km na południowy wschód od Berezy, a 6 km od stacji kolejowej w Białooziersku. Sąsiednie miejscowości to Chrysa (Хрыса), Sporów/Sporowo (Спорава), Puzie (Пузі), Staromłyny (Старамлыны). Na wschód od wsi biegnie droga republikańska R136.

## Historia
Pierwsze wzmianki o Zdzitowie pochodzą już z 1005 roku w związku z ustanowieniem biskupstwa turowskiego. W XIII wieku Zdzitów był ważnym miastem na szlaku komunikacyjnym z Wołynia na Litwę. Forteczka zdzitowska, położona ok. 7 km od dzisiejszego Zdzitowa – w kierunku wsi Staromłyny, strzegła przeprawy na Jasiołdzie. 
W XIV w. Zdzitów znalazł się w granicach Wielkiego Księstwa Litewskiego. Szlak wołyński, przy którym leżała miejscowość, stracił wówczas znaczenie strategiczne, co odbiło się także na rozwoju Zdzitowa, a zniszczenia wojenne spowodowały przeniesienie miejscowości na obecne miejsce.
Prawa miejskie według pojęć prawa niemieckiego Zdzitów otrzymał w 1430 roku. Stał się także centrum włości w obrębie dóbr hospodarskich.
Wieś królewska położona była w końcu XVIII wieku w starostwie niegrodowym zdzitowskim w powiecie słonimskim województwa nowogródzkiego.
Według spisów podskarbiowskich starostwo to prócz Zdzitowa obejmowało wsie Wójtowe Sioło i Niwki. Starostami zdzitowskimi (zdzitowieckimi) byli m.in. Ostafi Serafin Tyszkiewicz, Jan Kazimierz Sapieha, Piotr Paweł Sapieha, Florian Sapieha, Adam Brzostowski. Tyszkiewiczowie ufundowali w Zdzitowie cerkiew (obecnie, podobnie jak dwór, nieistniejąca). 
W czasach zaborów należał do guberni grodzieńskiej. 
W okresie międzywojennym Zdzitów był wsią należącą do gminy Piaski, początkowo w powiecie słonimskim województwa nowogródzkiego, ale już od 12 grudnia 1920 wraz z cała gminą Zdzitów znajdował się w powiecie kosowskim województwa poleskiego.

## Atrakcje turystyczne
- Pomnik poświęcony „obronie zdzitowskiej”, kilkudniowemu opanowaniu wsi i okolicy przez partyzantów radzieckich na początku 1944 r.
- Współczesna cerkiew Narodzenia Przenajświętszej Bogurodzicy, świątynia parafii, należącej do dekanatu (благочиние) Bereza[8] eparchii brzeskiej i kobryńskiej Egzarchatu Białoruskiego Patriarchatu Moskiewskiego.